# Angyali üdvözlet fatemplom (Kormája)
A kormájai Angyali üdvözlet fatemplom műemlékké nyilvánított épület Romániában, Beszterce-Naszód megyében. A romániai műemlékek jegyzékében a  BN-II-m-A-01637 sorszámon szerepel.